# Фосгеноксим
Фосгенокси́м — органічна сполука ряду галогенованих оксимів. За звичайних умов є безбарвнимим кристалами. Речовина надзвичайно небезпечна при будь-якому контакті, а також легко проникає через одяг, гуму та деревину, тому у міжвоєнний час фосгеноксим розглядався як потенційна хімічна зброя. У контексті воєнного застосування має позначення CX.

## Історія
Ряд галогенованих оксимів вперше започаткували Р. Неф і Ю. Шолль, які у 1894 році, проводячи досліди із гримучою кислотою, отримали монохлороформоксим CHCl=NOH. Тридцять років потому Вільгельм Прандтль і Курт Зенневальд синтезували дихлороформоксим (фосгеноксим). У 1934 році науковці показали перспективність застосування останнього як хімічної зброї. Для фосгеноксиму та інших галогенованих оксимів було запропоновано позначення червоний хрест (за аналогією до терміну жовтий хрест).
Застосування фосгеноксиму у масштабних бойових операціях не проводилося, тому відомості про нього є суттєво обмеженими.

## Фізичні властивості
Чистий фосгеноксим є безбарвними призматичними кристалами, а технічний продукт — жовто-коричневою рідиною із гострим запахом. Він легко розчиняється в органічних розчинниках — ефірах, спиртах, галогеноалканах. Особливо стійкими є розчини в етилацетаті. Натомість у воді розчиняється повільно, процес супроводжується незначним гідролізом.
Фосгеноксим є легколетким — його леткість становить 25 мг/л. За низьких температур (-15 °C) і відсутності вологи він є стійким протягом кількох місяців, тоді як за звичайних умов і при дії світла легко полімеризується.
Речовина легко проникає крізь одяг і деревину, також вона є агресивною до гуми.

## Отримання
Застосовувані способи отримання фосгеноксиму передбачали відновлення трихлоронітрозометану CCl3NO або трихлоронітрометану CCl3NO2 (хлоропікрину). Відновлення здійснювалося синтетичним або електрохімічним способом.
При хімічному відновленні вихідний трихлоронітрозометан CCl3NO отримують дією нітратної кислоти на натрієву сіль трихлорометилсульфонової кислоти CCl3SO3Na. Відновлення отриманої нітрозосполуки проводиться сірководнем або амальгамою алюмінію у середовищі метанолу чи сірковуглецю:
{\displaystyle \mathrm {CCl_{3}NO+H_{2}S\longrightarrow CCl_{2}{=}NOH+S+HCl} }
Проте вихід за цією реакцією є вкрай низьким. Значно кращим є вихід у модифікованому методі, де відновлення проводиться оловом і хлоридною кислотою в середовищі етеру (при низькій температурі):
{\displaystyle \mathrm {CCl_{3}NO+2Sn+5HCl\longrightarrow CCl_{2}{=}NOH+2H_{3}O{\cdot }[SnCl_{3}]} }
Електрохімічне відновлення трихлоронітрометану CCl3NO2 проводиться из використанням охолодженого до 5 °C олов'яного катода. Воно послідовно протікає через стадії утворення CCl3NO, CHCl2NO і цільового CCl2=NOH, який виділяють регулюванням напруги. У розчині може протікати і подальше відновлення, продуктом якого є метиламін.

## Хімічні властивості
У водних розчинах фосгеноксим незначною мірою гідролізується. Зокрема, за pH 7 його розкладання на 5 % триває 6 днів. Продуктами реакції є вуглекислий газ, гідроксиламін і хлоридна кислота:
{\displaystyle \mathrm {CCl_{2}{=}NOH+2H_{2}O\longrightarrow CO_{2}+H_{2}NOH{\cdot }HCl+HCl} }
При нагріванні зі зворотним холодильником він розкладається на хлороціан і гіпохлоритну кислоту:
{\displaystyle \mathrm {Cl_{2}C{=}NOH\ {\xrightarrow {t}}\ ClCN+HClO} }
Розчини фосгеноксиму є нестійкими до дії гідроксидів і карбонатів лужних металів. Саме на цих реакціях заснований принцип дегазації фосгеноксиму.
При дії аміаку один з атомів Хлору заміщується на ціанамідну групу -NH-C≡N, утворюючи нешкідливу похідну. У цьому плані фосгеноксим відрізняється від фосгену, який реагує із утворенням аміну.

## Токсичність
Зазвичай фосгеноксим розглядається як отрута шкірно-наривної дії. Однак, на відміну від типового представника цього класу, іприту, фосгеноксим має незначний період прихованої дії або не має його взагалі. Так, незначна кількість отрути у формі крапель спричинює шкірну реакцію вже за 5—20 секунд після контакту, супроводжуючись надзвичайно болісними відчуттями, чого не спостерігається в інших шкірно-наривних отрут. Тому фосгеноксим і його аналоги інколи виділяють у клас отруйних речовин кропивної дії.
Контакт із речовиною небезпечний навіть у її твердому вигляді. У місці контакту спостерігається посіріння шкіри і виникнення еритеми, яка поступово зникає протягом однієї доби, залишаючи пігментацію шкіри.
Випаровування фосгеноксиму є небезпечними для дихальних шляхів та очей. При вдиханні можлива поява набряку легенів, а його дія на органи зору схожа на ефект від люїзиту, що супроводжується болем, кон'юнктивітом і кератитом.